# Picco di flusso espiratorio
Il picco di flusso espiratorio (PEF o PEFR) è la velocità di espirazione massima con cui l'aria può essere espulsa dall'apparato respiratorio dopo che un soggetto abbia eseguito una inspirazione completa. Il PEF viene rilevato grazie ad un misuratore di picco di flusso, un piccolo dispositivo portatile che viene utilizzato per monitorare la capacità di respiro di una persona. Dal momento che questo dispositivo misura il flusso d'aria che transita attraverso i bronchi e le vie respiratorie, può essere utilizzato per consentire una valutazione quantitativa della resistenza delle vie aeree e quindi determinare il grado di ostruzione delle stesse. La misurazione rappresenta una metodica semplice e riproducibile.

## Storia
La misurazione del picco di flusso espiratorio come misura della capacità ventilatoria fu lanciata ideata dal bioingegnere inglese Martin Wright, che produsse anche il primo dispositivo specificamente progettato per misurare questo indice di funzione polmonare.
Il progetto originale dello strumento risale alla fine degli anni '50. Successivamente furono sviluppate tutta una serie di versioni a basso costo e portatili (ad esempio il "Mini-Wright" misuratore del picco di flusso), quindi molti altri progetti e dispositivi analoghi si resero disponibili in tutto il mondo.

## Utilizzo
Le letture di picco di flusso risultano alte quando il paziente è in benessere, e basse quando è presente uno stato di broncocostrizione. Dalla variazione dei valori registrati in diversi momenti temporali, il paziente ed il medico curante possono ricavare utili informazioni per determinare la funzionalità respiratoria, la severità dei sintomi di un'asma bronchiale, e l'efficacia di eventuali opzioni di trattamento (ovvero controllare la risposta individuale al trattamento farmacologico).
Una corretta misurazione del PEF richiede anzitutto un'adeguata formazione del paziente ad utilizzare correttamente il dispositivo. Inoltre i valori misurati debbono essere confrontati con le caratteristiche attese per pazienti del medesimo sesso, età ed altezza.
Il PEF si riduce classicamente in tutti i disturbi polmonari di tipo ostruttivo, come ad esempio l'asma bronchiale, l'enfisema polmonare o la broncopneumopatia cronica ostruttiva (BPCO).
Sfortunatamente questa misura presenta un'ampia gamma di valori normali ed un alto grado di variabilità, anche di tipo circadiano.
Per questo motivo la misurazione del PEF non è ritenuta una prova raccomandata per giungere alla diagnosi di asma. 
In alcune circostanze, tuttavia, il picco di flusso espiratorio può risultare comunque molto utile. Un certo numero di soggetti affetti da asma può effettivamente beneficiare di un monitoraggio regolare del picco di flusso espiratorio. Quando il medico raccomanda un monitoraggio del PEF, di solito ciò viene fatto per rivalutare la sintomatologia dell'asma e correlarla con la frequenza di utilizzo di alcuni farmaci sintomatici, come ad esempio i broncodilatatori.
Quando il flusso di picco viene monitorato regolarmente, i risultati possono essere registrati su un diagramma di flusso di picco. È comunque importante che il paziente sia educato ad utilizzare sempre lo stesso misuratore di picco di flusso, onde evitare errori legati alle variazioni di misure proprie di ogni strumento.
Alcuni studi indicano che l'uso personale di una misura oggettiva della funzione polmonare (ad esempio il PEF) in associazione con un piano in cui i farmaci sono gestiti autonomamente dal paziente (adeguatamente informato, educato e preparato in tal senso) può portare ad un miglioramento significativo delle condizioni cliniche del paziente stesso, offrendo nel contempo una maggiore autonomia operativa. Cruciale per una gestione efficace del paziente asmatico è comunque l'insegnamento sull'importanza del significato di alcuni sintomi e le azioni appropriate che debbono essere intraprese quando l'asma peggiora.

## Il misuratore di flusso
Il dispositivo è estremamente semplice ed è formato da un tubo cilindrico dotato di un boccaglio.
Il paziente pone le labbra sul boccaglio e l'aria espirata determina il movimento di un pistone che è collegato ad una molla, la quale a sua volta permette lo spostamento di una freccia o cursore su una scala graduata. 
Quando, dopo un'inspirazione massimale, viene effettuata un'espirazione forzata e massimale (si parla di espirazione "esplosiva", ovvero il paziente è chiamato a soffiare al massimo delle sue capacità) questa determina il movimento del cursore che viene a posizionarsi al livello massimo raggiunto dal paziente. A questo punto si deve prendere nota del valore raggiunto che viene trascritto in un apposito diario personale.

## Scale

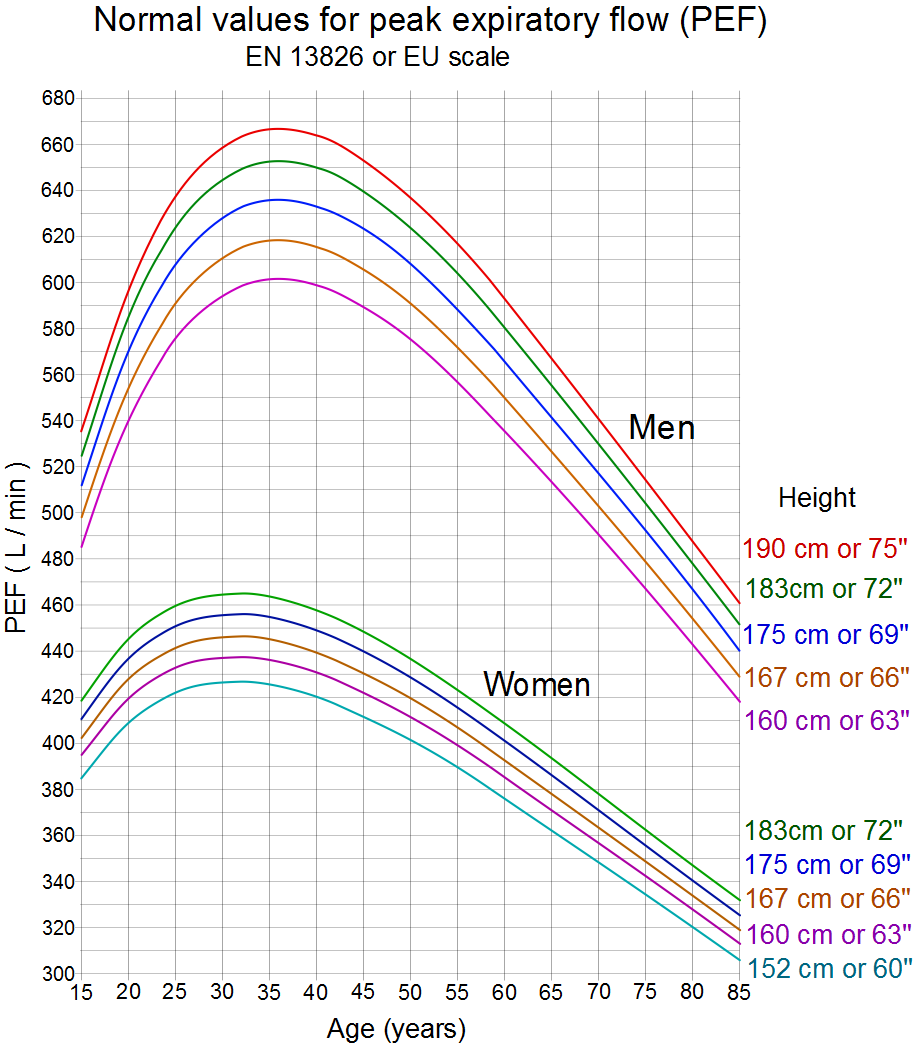
I valori normali sulla base della scala Europea

Esiste un certo numero di scale non equivalenti che vengono utilizzate per la misurazione del picco di flusso.
Come precedentemente ricordato vi è un'ampia variazione individuale nei risultati del test, pur in presenza di soggetti in buona salute. Sono disponibili grafici o tabelle che indicano i valori "normali" previsti basandosi sul sesso del paziente, la sua età, l'altezza. Inoltre online sono anche disponibili alcuni calcolatori.
- Scala di Wright[7]
- Scala Europea o scala EN 13826
- Scala A.T.S. (American Thoracic Society)

Nel 2004 il Regno Unito è passato dall'originale scala di Wright alla nuova e più accurata scala Europea.
I valori della scala di Wright possono essere convertiti nella scala Europea ricorrendo alla seguente formula:
{\displaystyle {\text{EU}}{=}50.356+(0.4\times {\text{Wright}})+(0.0008814\times {\text{Wright}}^{2})-(0.0000001116\times {\text{Wright}}^{3})}

## Misurazioni
La migliore di tre prove di espirazione forzata viene utilizzata come valore di picco di flusso da registrare. La registrazione può avvenire su un normale diario giornaliero insieme alla registrazione di eventuali sintomi, oppure ricorrendo a fogli e grafici di flusso di picco. Queste registrazioni permettono ai pazienti di auto monitorare le proprie prestazioni e quindi di dare informazioni più complete al medico o al personale sanitario che li assiste.
Le letture del picco di flusso vengono spesso classificate in 3 zone di misurazione, in accordo con le indicazioni dell'American Lung Association: verde, gialla e rossa. Il medico ed il personale sanitario che assiste il paziente sono tenuti a sviluppare un piano di trattamento dell'asma basandosi sul colore delle tre zone.
| Zona        | Lettura                                                      | Descrizione |
| ----------- | ------------------------------------------------------------ | --- |
| Area Verde  | Letture comprese tra 80 e 100 % dell'usuale picco di flusso. | Un picco di flusso nella zona verde indica che l'asma è in buon controllo. |
| Area Gialla | Letture comprese tra 50 e 79 % dell'usuale picco di flusso   | Necessario prestare attenzione. Può significare che le vie aeree respiratorie sono parzialmente costrette e che può essere indicato intensificare il trattamento del paziente.                                                                       |
| Area rossa  | Letture inferiori al 50 % dell'usuale picco di flusso        | Indica un'emergenza medica. Il paziente presenta una grave costrizione delle vie aeree e ciò richiede decisioni mediche e terapeutiche immediate. Un PEF in area rossa comporta prendere immediatamente contatto con il proprio medico o l'ospedale. |

## Limiti
Il più importante limite della metodica di misurazione del picco di flusso sta nel fatto che essa richiede la completa collaborazione del paziente, quando effettua l'espirazione massima che segue una completa inspirazione.
Alcuni soggetti, ad esempio i bambini molto piccoli o soggetti astenici o debilitati, non riescono a coordinare adeguatamente le due operazioni (inspirazione ed espirazione) e conseguentemente la misura che si ottiene non corrisponde alle reali capacità del paziente ed è pertanto inutilizzabile.
In alcuni soggetti, talvolta, si registrano valori molto bassi per un errore nell'esecuzione della manovra. Le labbra, infatti, non sono completamente serrate sul boccaglio e ciò può comportare perdite laterali di aria. Per questo motivo viene consigliato al paziente di ripetere per almeno 3 volte la manovra e registrare sul diario o sul grafico solo il miglior risultato ottenuto. La registrazione quotidiana dei valori di PEF ha la finalità di rendere possibile al medico di verificare eventuali variazioni del grado di broncocostrizione adeguando, eventualmente, il trattamento.